# عطوان العطواني
عطوان العطواني هو سياسي عراقي ومحافظ بغداد ونائب في البرلمان العراقي في دورته الخامسة ويشغل حاليا منصب رئيس كتلة دولة القانون النيابية. ولد في سنة 1973 في مدينة بغداد في العراق، أنتخب في 2017 لتولي منصب محافظ بغداد.